# Jill Ruckelshaus
Jill Ruckelshaus, född Strickland den 19 februari 1937 i Indianapolis, Indiana, är en amerikansk före detta politisk assistent (republikan) vid Vita Huset, feministisk aktivist och en av företrädarna för den amerikanska kvinnorörelsen under den andra vågens feminism.
Hon var – vid sidan av bland andra Gloria Steinem, Shirley Chisholm och Betty Friedan – en av de ledande feminister som grundade kvinnogruppen National Women's Political Caucus 1971. Hon tillhörde de ledande aktivister som arbetade för införandet av Equal Rights Amendment 1971–1982. 
Hon tillhörde Vita husets personal som politisk tjänsteman under Gerald Ford 1973–1974. Hon var tillsammans med Bella Abzug en av de två ledarna för National Commission on the Observance of International Women's Year under 1975–1976, och representerade USA vid United Nations World Conference of the International Women's Year i Mexico City 1975.